# Documenta II

documenta II år 1959 var den andra documenta-utställningen som anordnades i Kassel. Den anordnades, liksom documenta 1, av Arnold Bode.
Målningar ställdes ut i museet Fridericianum, grafik i Palais Bellevue och skulpturer i ruinerna av Orangeriet.  
Utställningen hade temat Konst efter andra världskriget med en inriktning på abstrakt konst och ett viktigt inslag av amerikanska konstnärer. Den hade konsthistorikern Werner Haftmann (1912-99) som konstnärlig ledare.

## Medverkande konstnärer
Sammanlagt 338 konstnärer medverkade, bland andra:

- Karel Appel
- Hans Arp
- Anna-Eva Bergman
- Max Bill
- Alexander Calder
- Marc Chagall
- Eduardo Chillida
- Giorgio de Chirico
- Max Ernst
- Alberto Giacometti
- Émile Gilioli
- Barbara Hepworth
- Asger Jorn
- Willem de Kooning
- Marino Marini
- Henry Moore
- Renée Nele
- Endre Nemes
- Barnett Newman
- Pablo Picasso
- Edouard Pignon
- Arnaldo Pomodoro
- Antoni Tàpies
- Fritz Wotruba
- Ossip Zadkine